# Bank of Queensland
O Bank of Queensland (marca BOQ) é um banco de varejo australiano com sede em Brisbane, Queensland. O banco é uma das instituições financeiras mais antigas de Queensland e possui 252 agências em toda a Austrália, incluindo 78 agências corporativas e 166 agências "gerenciadas pelo proprietário".
Em 2007, a satisfação do cliente com o banco foi de 88%.

## História
O Bank of Queensland foi fundado em 1863 e entrou em colapso em 1866, fechando suas portas devido à grave depressão financeira, o pânico de 1866.

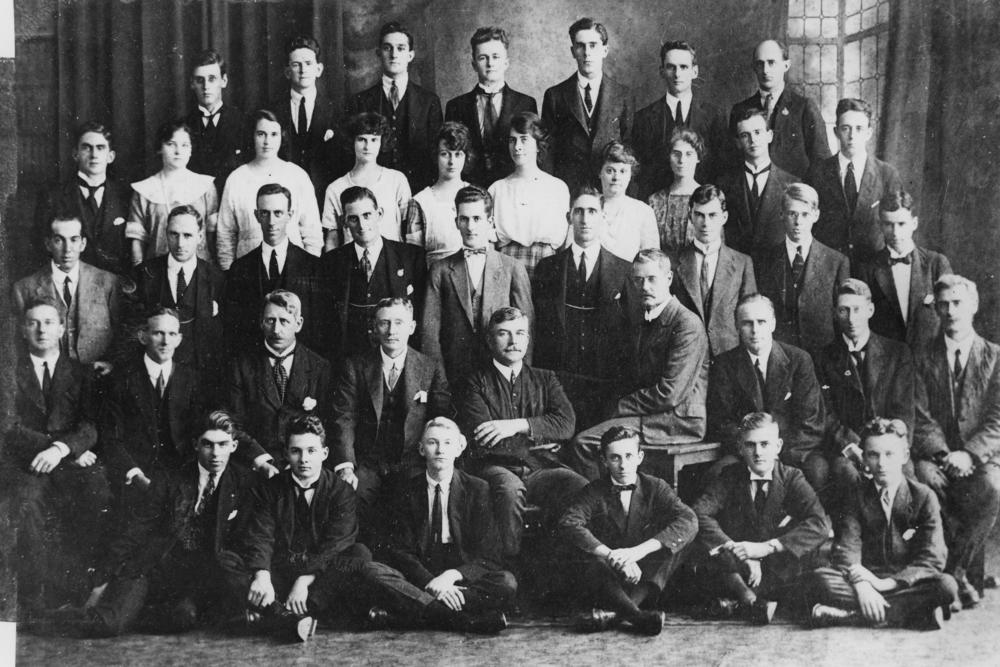
Funcionários do Bank of Queensland, Brisbane, 1922

A seção de história do site do Bank of Queensland remonta apenas a 1874 e alega que o Bank of Queensland foi estabelecido na época:
1874: Fundada como a Sociedade de Investimento e Benefício Permanente de Brisbane, a primeira sociedade de construção permanente formada em Queensland.— Bank of Queensland Bank of Queensland, "Our History"
A Sociedade de Construção e Benefício Permanente de Benefícios de Brisbane, constituída em 1887, fundiu-se com a City and Suburban Building Society em 1921 e com o Queensland Deposit Bank uma década depois.
A empresa recebeu uma licença bancária comercial em 1942. Até então, o que se tornou o Bank of Queensland era um banco de poupança e construção da sociedade. A empresa mudou seu nome para Bank of Queensland (BOQ) e informatizou suas operações em 1970 e, em 1971, o banco foi listado na Bolsa de Valores da Austrália.
O banco incorporou o Bank of Queensland Savings Bank como uma subsidiária integral em 1982. Em 1991, a BOQ adquiriu a Stowe Electronic Switching Pty Ltd e a renomeou como Queensland Electronic Switching Pty Ltd. Em 1999, o Banco do Havaí comprou 5,8 milhões de ações (aproximadamente 10%) no Bank of Queensland. Dois anos depois, o Bank of Hawaii vendeu seu 6.2 milhões de ações e 5,4 milhões de notas conversíveis no Bank of Queensland para reorientar suas operações no Havaí. A BOQ adquiriu o negócio de financiamento de equipamentos do Banco UFJ na Austrália e Nova Zelândia em 2003. O banco também adquiriu a ATM Solutions.
Em 2004, a BOQ abriu filiais em Nova Gales do Sul, Victoria e no Território da Capital Australiana. No ano seguinte, a BOQ adquiriu os US$ 78 milhões da divisão financeira de devedores da ORIX Austrália. Em 2006, o banco adquiriu a Pioneer Permanent Building Society com sede em Queensland, e abriu agências no Território do Norte e na Austrália Ocidental. O Bank of Queensland fundiu-se com a Home Building Society, da Austrália Ocidental, a Mackay Permanent Building Society e a Pioneer Permanent Building Society, com sede em Queensland, em 2007.
Em 2009, o Citi adquiriu direitos de empréstimo no Bank of Queensland, Suncorp, Virgin Money e empréstimo de atacado no resgate de aquisição de empréstimos com cartão de crédito. Aplicação dos direitos de compra do Citi no Tribunal Superior da Austrália.[carece de fontes?] Em 2010, a BOQ ingressou na rede rediATM e comprou o St. Andrew's Insurance. A St Andrew's é uma fabricante australiana de produtos de seguros do crédito ao consumidor. Também adquiriu as divisões da Austrália e Nova Zelândia do CIT Group Inc, fornecedor de financiamento de fornecedores para pequenas e médias empresas. Em 2011, o banco sofreu uma queda nos lucros devido a perdas com empréstimos das inundações de Queensland em 2010–2011.
Em 2013, a BOQ comprou a Virgin Money Australia por US$ 40 milhões. De acordo com o acordo, a BOQ detém direitos sobre o nome da Virgin Money na Austrália por quatro décadas, enquanto paga royalties ao Virgin Group, e a Virgin tem assento no conselho da BOQ.

## Envolvimento com a Storm Financial
Em 2010, verificou-se que uma das agências do Banco de Queensland em Townsville estava concedendo empréstimos a clientes da Storm Financial em colapso. A Comissão Australiana de Valores Mobiliários e Investimentos realizou ações de compensação em nome dos clientes da Storm Financial contra o BOQ.

## Prêmios
O BOQ foi introduzido no Hall da Fama dos Líderes Empresariais de Queensland em 2014, em reconhecimento à sua excelência no fornecimento de serviços bancários a Queensland por mais de um século e à sua contínua expansão nacional.